# Odile van Aanholt
Odile van Aanholt, född 14 januari 1998 i Willemstad, är en nederländsk seglare.

## Karriär
van Aanholt tog silver i byte CII-klassen vid ungdoms-OS 2014 i Nanjing. 2021 tog hon både VM- och EM-guld i 49er FX tillsammans med Elise de Ruijter. 2022 blev det återigen både VM- och EM-guld, denna gång tillsammans med Annette Duetz. 2023 blev det VM-silver för van Aanholt och Duetz efter att slutat efter svenska Vilma Bobeck och Rebecca Netzler.
2024 tog van Aanholt sitt totalt tredje VM-guld och andra tillsammans med Annette Duetz. Vid OS 2024 i Paris tog de guld tillsammans i 49er FX.

## Privatliv
van Aanholt kommer från en familj av seglare. Hennes far, Cor van Aanholt, tävlade i laser för Nederländska Antillerna i olympiska sommarspelen 2000. Hennes syster, Philipine van Aanholt, tävlade vid både OS 2012 i London och OS 2016 i Rio de Janeiro samt hennes bror Just van Aanholt har tävlat vid ungdoms-OS 2010 i Singapore.